# Marc Antonio Carter
Marc Antonio Carter (* 22. Mai 1985 in Mechanicsville, Maryland), genannt "T.J.", ist ein US-amerikanischer Basketballspieler. Nach seinem Studium war Carter als Profi insbesondere in der deutschen Basketball-Bundesliga aktiv, wo er für die Giants Düsseldorf und zuletzt in der Saison 2011/12 für Phoenix Hagen spielte.

## Karriere
Carter studierte an der University of North Carolina at Wilmington und war während seines Studiums für das Hochschulteam Seahawks in der Colonial Athletic Association in der NCAA aktiv. Zu seinen Mannschaftskameraden zählten die beiden älteren, späteren Bundesligaspieler John Goldsberry und Beckham Wyrick. 2006 wurde er zum MVP des Finalspiels der CAA ernannt, in der landesweiten Endrunde der NCAA scheiterten die Seahawks jedoch bereits in der ersten Runde. Anschließend musste sich Carter, der sich zuvor schon mit Leistenproblemen geplagt hatte, einer Leistenoperation unterziehen, die ihn die darauffolgende Spielzeit zum Aussetzen zwang. In seiner Collegespielzeit 2007/08 fand er jedoch zu alter Leistungsstärke zurück und wurde ins Team der besten Spieler der CAA gewählt, ohne dass sich seine Mannschaft für die NCAA-Endrunde qualifizieren konnte.
2008 wechselte er als Profi in die deutsche Bundesliga zu den Giants, die gerade von Leverkusen nach Düsseldorf umgezogen waren. Seine ehemaligen Mannschaftskameraden Goldsberry und Wyrick hatten ebenfalls bei diesem Team ihre Profikarriere begonnen. Die beiden folgenden Spielzeiten waren wenig erfolgreich und endeten in der Saison 2009/10 sogar auf einem Abstiegsplatz. Auch die Trägergesellschaft der Mannschaft meldete im Anschluss Insolvenz an. Die Mannschaft wurde daraufhin von einer neuen Trägergesellschaft übernommen und komplett umgebaut, auch wenn sie sich durch den Erwerb einer Wild Card eine weitere Spielzeit in der BBL sichern konnte. Carter unterschrieb daraufhin einen Vertrag in Limassol auf Zypern, absolvierte aber für Proteas AEL nur ein Spiel, da auch dieser Verein in finanziellen Schwierigkeiten war. Erst zur folgenden Saison unterschrieb er einen neuen Vertrag in Hagen beim Erstligisten Phoenix. Nach einem Jahr verließ er den westfälischen Verein wieder und wechselte 2012 in die höchste griechische Spielklasse zu AGOR auf Kreta. Nach dem Ausscheiden als Hauptrundenfünfter in der Play-off-Halbfinalserie gegen Titelverteidiger Olympiakos Piräus wechselte Carter zur folgenden Spielzeit zum Ligakonkurrenten und Meisterschaftsdritten Panionios aus Athen.